# 1926년 전국체육대회 정구
1926년 전국체육대회 정구는 일제강점기 조선 경성부에서 개최된 1926년 전국체육대회의 경기 종목이다. '제6회 전조선정구대회'로 개최되었으며 1926년 6월 17일부터 6월 19일까지 경성운동장 정구장에서 개최되었다.

## 대회 진행
제6회 전조선정구대회는 1926년 6월 17일부터 사흘간 일제강점기 조선 경성부에 있는 경성운동장 정구장에서 개최되었다. 이 대회를 앞두고 6·10 만세운동이 일어나 일제로부터 대회 개최 허가를 받지 못할 우려가 있었지만, 별다른 제지 없이 대회가 개최되었다.
소학부 종목에 선천공립보통학교, 덕성공립보통학교, 조양공립보통학교, 송도보통학교, 용산공립보통학교 등 5개 선수단이 참가하였고, 중학부 종목에는 보성고등보통학교, 중동학교, 양정고등보통학교, 양정고등보통학교, 휘문고등보통학교, 경신학교, 배재고등보통학교, 광성고등보통학교, 송도고등보통학교 등 8개 선수단이 참가하였다. 전문부 종목에는 보성전문학교, 법학전문학교, 법정학교 등 3개 선수단이 참가하였고, 청년부 종목에는 금강구락부, 모란봉구락부, 태양구락부 등 3개 선수단이 참가하였다.
소학부 종목 결승에서는 선천공립보통학교가 조양공립보통학교를 3:0으로 이기며 우승하였고, 중학부 종목에서는 송도고등보통학교가 결승에서 광성고등보통학교를 3:0을 이기며 3연속 우승을 달성하였다. 전문부 종목 결승에서는 법학전문학교가 보성전문학교를 3:0으로 이기며 2연속 우승을 달성하였고, 청년부 종목 결승에서는 태양구락부가 금강구락부를 2:1로 이기며 3연속 우승을 달성하였다.

## 경기 결과

### 소학부
|  | 준결승           | 준결승           |                  |      | 결승 | 결승 |
|  |                  |                  |                  |      |      |      |
|  |                  |                  |                  |      |      |      |
|  |                  |                  |                  |      |      |      |
|  | 선천공립보통학교 | 불명             |                  |      |      |      |
|  | 선천공립보통학교 | 불명             |                  |      |      |      |
|  | 덕성공립보통학교 | 불명             |                  |      |      |      |
|  | 덕성공립보통학교 | 불명             | 선천공립보통학교 | 3    |      |      |
|  |                  |                  | 선천공립보통학교 | 3    |      |      |
|  |                  | 조양공립보통학교 | 0                |      |      |      |
|  | 조양공립보통학교 | 조양공립보통학교 | 0                | 불명 |      |      |
|  | 조양공립보통학교 |                  |                  | 불명 |      |      |
|  | 불명             | 불명             |                  |      |      |      |
|  | 불명             | 불명             |                  |      |      |      |

### 중학부
|  | 준결승           | 준결승           |                  |   | 결승 | 결승 |
|  |                  |                  |                  |   |      |      |
|  |                  |                  |                  |   |      |      |
|  |                  |                  |                  |   |      |      |
|  | 송도고등보통학교 | 2                |                  |   |      |      |
|  | 송도고등보통학교 | 2                |                  |   |      |      |
|  | 중동학교         | 1                |                  |   |      |      |
|  | 중동학교         | 1                | 송도고등보통학교 | 3 |      |      |
|  |                  |                  | 송도고등보통학교 | 3 |      |      |
|  |                  | 광성고등보통학교 | 0                |   |      |      |
|  | 광성고등보통학교 | 광성고등보통학교 | 0                | 2 |      |      |
|  | 광성고등보통학교 |                  |                  | 2 |      |      |
|  | 배재고등보통학교 | 1                |                  |   |      |      |
|  | 배재고등보통학교 | 1                |                  |   |      |      |

### 전문부
|  | 준결승       | 준결승       |              |   | 결승 | 결승 |
|  |              |              |              |   |      |      |
|  |              |              |              |   |      |      |
|  |              |              |              |   |      |      |
|  | 법학전문학교 | 3            |              |   |      |      |
|  | 법학전문학교 | 3            |              |   |      |      |
|  | 법정학교     | 0            |              |   |      |      |
|  | 법정학교     | 0            | 법학전문학교 | 3 |      |      |
|  |              |              | 법학전문학교 | 3 |      |      |
|  |              | 보성전문학교 | 0            |   |      |      |
|  | 보성전문학교 | 보성전문학교 | 0            |   |      |      |
|  |              |              |              |   |      |      |
|  | 부전승       |              |              |   |      |      |
|  |              |              |              |   |      |      |

### 청년부
|  | 준결승       | 준결승     |            |   | 결승 | 결승 |
|  |              |            |            |   |      |      |
|  |              |            |            |   |      |      |
|  |              |            |            |   |      |      |
|  | 태양구락부   | 불명       |            |   |      |      |
|  | 태양구락부   | 불명       |            |   |      |      |
|  | 모란봉구락부 | 불명       |            |   |      |      |
|  | 모란봉구락부 | 불명       | 태양구락부 | 2 |      |      |
|  |              |            | 태양구락부 | 2 |      |      |
|  |              | 금강구락부 | 1          |   |      |      |
|  | 금강구락부   | 금강구락부 | 1          |   |      |      |
|  |              |            |            |   |      |      |
|  | 부전승       |            |            |   |      |      |
|  |              |            |            |   |      |      |

## 참고 문헌
- 대한체육회 (1990). 《대한체육회 70년사》.
- 대한체육회 (2011). 《대한체육회 90년사》.
- “제7회 전국체육대회 정구 경기 결과”. 대한체육회.[깨진 링크(과거 내용 찾기)]